# San Joaquín (Beni)
San Joaquín es una localidad y municipio de Bolivia, capital de la provincia de Mamoré en el departamento del Beni.
San Joaquín se encuentra ubicado a una distancia de 244 kilómetros al norte de la ciudad de Trinidad, capital departamental y está situado a 142 metros sobre el nivel del mar. El municipio tiene un clima cálido, con una temperatura media anual de 24 °C y precipitaciones pluviales de 1700 mm. anuales.
También se la conoce con los nombres de San Joaquín de Aguas dulce, por ser sus aguas dulce en la localidad, y La Perla del Beni, nombre otorgado por el Obispo Monseñor Carlos Anasagasti. Está situado a la orilla izquierda del río Machupo, afluente del río Iténez, y se encuentra en la orilla oriental del lago Bolívar. Tiene una población de 4 500 habitantes según el último censo boliviano de 2012.
El Regimiento de Caballería 2 Ballivián (perteneciente al Ejército de Bolivia) se encuentra asentado en San Joaquín.

## Historia
El territorio que hoy comprende el municipio de San Joaquín formaba parte de la región precolombina conocida como los Llanos de Moxos.
El pueblo de San Joaquín se fundó el 21 de agosto de 1708 por los padres jesuitas Antonio de Orellana y Pedro de Rado. Su primer emplazamiento estuvo en la orilla izquierda del río San Martín, afluente del río Blanco o Baures (provincia de Iténez), cerca de las poblaciones de Baures y Huacaraje. Sus primeros habitantes fueron indígenas de Baures. El destino de esta misión jesuita fue bastante agitado, tanto por las circunstancias ecoambientales como por la infiltración constante de los Bandeirantes, que secuestraban a los aborígenes para llevarlos como esclavos a Brasil. 
Atemorizados por las epidemias causadas por la proliferación de poblaciones de murciélagos y alimañas, 87 años después de su fundación, en tiempos del gobernador Zamora Treviño, trasladaron el pueblo al lugar donde se encuentra en la actualidad, en el ángulo que forma el arroyo de Agua Dulce por el norte del río Machupo.
El municipio tiene una extensión aproximada de 912.865 hectáreas.
Con el transcurso de los años fue considerada una de las poblaciones más prominentes y prósperas de la región, tanto en población como en su capacidad productiva ganadera y agrícola.

## Geografía
El municipio de San Joaquín ocupa la parte central de la provincia de Mamoré, al norte del departamento del Beni. Limita al norte con la República del Brasil, al este con el municipio de San Ramón, al sur con el municipio de Santa Ana del Yacuma en la provincia de Yacuma, al oeste con el municipio de Exaltación, también en la provincia de Yacuma, y al noroeste con el municipio de Puerto Siles.
El clima es cálido y húmedo, con una temperatura promedio es de 26º centígrados. Está a 139 metros sobre el nivel del mar. La humedad relativa promedio al mes es del 72%. Tiene una media de 98.3 días con precipitación pluvial.

## Demografía
De acuerdo con el censo boliviano de 2024, la población del municipio de San Joaquín es de 6 851 habitantes.
La población del municipio aumentó en más de la mitad entre 1992 y 2024, mientras que la población de la localidad ha aumentado alrededor de un tercio entre 1992 y 2012:
| Año  | Habitantes (municipio) | Habitantes (localidad) | Fuente |
| ---- | ---------------------- | ---------------------- | ------ |
| 1992 | 4.233                  | 3.489                  | Censo  |
| 2001 | 5.452                  | 4.094                  | Censo  |
| 2012 | 6.917                  | 4.556                  | Censo  |
| 2024 | 6.851                  |                        | Censo  |

### Organización social
El Estado Nacional está representado por el subgobernador designado por el gobernador departamental, el Jefe de la Policía Nacional y el Comandante de las Fuerzas Armadas del Ejército.
El pueblo está representado por la Honorable Alcaldía Municipal Autónoma, conformada por el alcalde municipal, Oficiales Mayores y el Concejo Municipal.
Existen otras instituciones: SENASAG, SEDES-BENI, AASANA, Comité Cívico, Juntas Vecinales, Cabildo Indígenal, Grupos Juveniles Laicos e Instituciones Religiosas, PRODEM FFP S.A., COTEAUTRI, Entel, Juzgado de Instrucción de San Joaquín, Juzgado Agrario y Asociación de Ganaderos.
El pueblo está dividido en cuatro zonas vecinales: Agua Dulce, Machupo, San Pedro y San Lorenzo. Cada zona conforma una OTB (Organización Territorial de Base).

## Economía
Los principales productos agrícolas que produce San Joaquín en orden de importancia son el arroz, maíz, yuca, fréjol, caña de azúcar y joco (zapallo). También es importante la producción de plátano.
Existen varias canteras de ripio útiles en la construcción de caminos. Sus recursos hídricos no son sólo aptos para la navegación sino también por sus recursos ictícolas, por lo que los habitantes de la zona complementan su dieta alimenticia con la abundante pesca en ríos y lagunas.

## Transporte
El pueblo cuenta con calles amplias y rebozadas de vegetación, ripiadas y bien urbanizadas. El centro del poblado tiene las calles enladrilladas de forma artesanal. Su plaza principal tiene avenidas anchas. En la actualidad tiene pavimentadas seis cuadras centrales que conducen al cementerio general.
Existe una estructura vial-vecinal que comunica al pueblo con las comunidades rurales del mismo municipio. Es punto estratégico de sus habitantes y crea un constante y amplio flujo de comunicación y comercio, pues aquellas comarcas son las encargadas de la provisión de productos agrícolas.
Con menos mención están las vías o brechas abiertas que conducen a las estancias ganaderas (fincas).

## Cultura y educación

### Educación
San Joaquín cuenta con siete unidades educativas: Unidad Educativa 6 de Junio, Unidad Educativa Cnl. Jorge Ramallo Quiroga, Unidad Educativa Kinder Divino Pastor (Nivel Preescolar), Unidad educativa Cáp. Arturo Cuéllar Rea (Nivel Primario y secundario), Unidad Educativa Cáp. Horacio Vásquez (Nivel Primario y secundario) y el Centro de Educación de Adultos.

### Festividades, recreación y deporte
El pueblo de San Joaquín de Agua Dulce celebra su Fiesta Patronal (cívico-religiosa) el 21 de agosto y tiene una duración de 3 días. Se organizan múltiples actividades:
Demostraciones folclóricas con danzas autóctonas, como son: La Flautilla (contra danza), Zarao, El Torito, Los Macheteros, la danza de los Moros, el ciervo, los baticamarada. Todas ellas forman parte de la cultura urbana joaquiniana con sus usos y costumbres que data de 1709.
Recreaciones sociales que entretienen a propios y extraños, como la riña de gallos, juego de sortija (carrera de caballos), el jocheo de toros.
Cuentan con un coliseo cerrado en el que practican fútbol sala, voleibol y baloncesto.
En cada barrio vecinal hay polideportivos recreativo. También cuenta con el Stadium Deportivo Lic. Jaime Paz Zamora, un punto neurálgico de acontecimientos vecinales y campeonatos intercolegiales.

### Religión
La religión con mayor número de practicantes es la católica. Cuenta con centros sociales, pastoral de ancianos, jóvenes, vocacionales, club de madres, pastoral familiar, catecismo y sacramentales.
Existen otras confesiones, como la Iglesia Evangélica Boliviana, Iglesia Adventista Boliviana e Iglesia Cristiana Bautista.

## Sanidad
El municipio de San Joaquín cuenta con un puesto de salud y centro de salud que espera ser acreditado como Hospital Básico y de referencia en toda la Red de Salud Mamoré.
En los últimos años ha recibido donaciones por parte de UNICEF, XICA  y apoyo Japonés, que ha contribuido al sector de salud para mejorar la calidad de atención a los pacientes.
El centro de salud recibe el nombre de Henry K. Beye por su labor como médico en la epidemia mortal de Fiebre Hemorrágica Boliviana en San Joaquín. Este centro de salud se construyó en la Empresa Constructora Arena LTDA durante la Presidencia del Gral. Hugo Banzer Suárez y se financió por el Fondo Nacional Productivo Social, Banco Interamericano de Desarrollo y H.A.M. San Joaquín.
Esta obra fue entregada en julio de 2001.

### Perfil epidemiológico

#### Historia Fiebre Hemorrágica San Joaquín
El Virus Machupo, también conocido como la fiebre hemorrágica boliviana, fue aislado en la localidad de San Joaquín en un cerebro humano en un niño de 8 años de edad el 14 de junio de 1963. Se le denomina Cepa Carvalho, por el apellido del niño.
La muestra obtenida en la autopsia del niño fue inoculada en cerebro de ratones blancos de cuatro días, que presentaron a los seis días enfermedad y les causaron la muerte a los nueve días. Se hace un segundo pasaje de cerebro a una nueva familia de ratones blancos y se confirmó el aislamiento del Virus. Se lo denomina Virus Machupo en honor al río Machupo, que se encuentra cerca de la población.
El Doctor Jonson se presentó con los doctores: Ronald Mackenzie, Merle Kuns, Edwin Tyson, Rosa Navarro (del Cuerpo de Paz) Gustavo Justine (Panameño), Angel Muñoz y Manuel Correa y nuestro Director de F.H.B. Doctor Luis Valverde Chinel y el Doctor Hugo Garrón (Bolivianos) este cuerpo de científicos estuvo acompañado en sus investigaciones por un sinnúmero de Joaquinianos que tenían anticuerpo de la F.H.B. 
El Director del Hospital de San Joaquín Doctor Carlos Riojas Ortega (Calucha), de este grupo de joaquinianos salieron privilegiados con becas por su dedicación al trabajo en F.H.B los señores: Ruben Vílchez Villega, Alejandro Soleto Flores, Edmundo Perrogón y Einar Dorado Ventura. Este último falleció con el Virus de la F.H.B. en el Hospital Gorgas Memorial de la zona del Canal de Panamá. Fue trasladado a su tierra natal, San Joaquín, junto al Doctor Jonson. Después de realizarle la autopsia se obtuvo de una muestra en su cerebro de la cepa de F.H.B., denominada Cepa ED. Con esta cepa se continuaron los estudios para la elaboración de la vacuna de la F.H.B. en el mono risus de África. No se llegó a una conclusión, por lo que las autoridades norteamericanas ordenaron el cierre del laboratorio. Esto provocó que los resultados quedaran inconclusos y se postergue la elaboración de la vacuna antivirus Machupo.

## Personajes
- Jeanine Áñez, presidenta N° 66 de Bolivia.[7]